# 灰虎耳草
灰虎耳草（学名：Saxifraga cinerascens）为虎耳草科虎耳草属下的一个种。

## 扩展阅读
- 維基物種上的相關：灰虎耳草